# Hanane Qallouj
Hanane Qallouj (* 1. Februar 1992) ist eine marokkanische Leichtathletin, die sich auf den Langstreckenlauf spezialisiert hat.

## Sportliche Laufbahn
Erste Erfahrungen bei internationalen Meisterschaften sammelte Hanane Qallouj im Jahr 2009, als sie bei den Jugendweltmeisterschaften in Brixen mit 2:11,43 min im Halbfinale im 800-Meter-Lauf ausschied. Im Jahr darauf gewann sie bei den Arabischen-Juniorenmeisterschaften in Kairo in 4:24,69 min die Bronzemedaille im 1500-Meter-Lauf und schied anschließend bei den Juniorenweltmeisterschaften im kanadischen Moncton mit 4:25,85 min im Vorlauf aus. Bei den Crosslauf-Weltmeisterschaften 2011 in Punta Umbría gelangte sie nach 21:14 min auf Rang 38 im U20-Rennen und im Mai belegte sie bei den Juniorenafrikameisterschaften in Gaborone in 4:33,85 min den siebten Platz über 1500 Meter. 2015 wurde sie beim Halbmarathon in El Aaiún in 1:13:48 h Zweite und 2017 gewann sie bei den Spielen der Frankophonie in Abidjan in 35:34,69 min die Silbermedaille im 10.000-Meter-Lauf hinter der Rumänin Roxana Rotaru. 2019 siegte sie in 36:14,75 min über diese Distanz bei den Arabischen Meisterschaften in Kairo und wurde beim Halbmarathon in Kenitra in 1:15:49 h Zweite. 2021 gewann sie bei den Arabischen Meisterschaften in Radès in 34:59,06 min die Silbermedaille hinter ihrer Landsfrau Fatima Ezzahra Gardadi und im Halbmarathon sicherte sie sich in 1:19:44 h die Bronzemedaille hinter der Bahrainerin Tejitu Daba und ihrer Landsfrau Ruqyah al-Mukeem. Im Jahr darauf wurde sie beim Marrakesch-Marathon in 2:31:27 h Dritte und anschließend gewann sie bei den Mittelmeerspielen in Oran in 1:13:53 h die Silbermedaille hinter der Italienerin Giovanna Epis. Daraufhin gelangte sie bei den Islamic Solidarity Games in Konya mit 34:12,17 min auf Rang fünf über 10.000 Meter. 2023 gewann sie bei den Arabischen Meisterschaften in Marrakesch in 35:50,77 min die Silbermedaille hinter ihrer Landsfrau Soukaina Atanane. Kurz darauf sicherte sie sich bei den Panarabischen Spielen in Algier in 32:48,50 min die Bronzemedaille hinter der Bahrainerin Bontu Rebitu und ihrer Landsfrau Atanane und über 5000 Meter belegte sie in 16:05,24 min den vierten Platz.
2023 wurde Qallouj marokkanische Meisterin im 10.000-Meter-Lauf.

## Persönliche Bestleistungen
- 1500 Meter: 4:20,91 min, 5. Juni 2011 in Rabat
- 5000 Meter: 16:05,24 min, 4. Juli 2023 in Algier
- 10.000 Meter: 32:48,50 min, 6. Juli 2023 in Algier
- Halbmarathon: 1:12:15 h, 23. April 2017 in Agadir
- Marathon: 2:31:27 h, 15. Mai 2022 in Marrakesch